# Carl Stiernstedt
Wilhelm Carl Stiernstedt, född 6 januari 1838 på Strömsberg i Breds socken, Uppsala län, död 23 mars 1918 på Frykfors i Stora Kils socken, Värmlands län, var en svensk friherre, militär och företagsledare.
Carl Stiernstedt var son till friherre kapten Wilhelm Stiernstedt och Sophia Uggla. Han avlade studentexamen 1855, blev furir vid Värmlands fältjägarkår samma år, avlade officersexamen 1856 och tog samma år avsked från Värmlands fältjägarkår, blev fanjunkare vid Värmlands regemente och senare under året underlöjtnant där. Stiernstedt genomgick högre artilleriläroverket på Marieberg 1861–1863, blev löjtnant 1864, kapten 1872 och major vid Värmlands fältjägarkår 1885. Han  blev 1894 överstelöjtnant och var 1894–1901 chef för Värmlands fältjägarkår. Stiernstedt blev kort före sitt avsked som kårens sista chef 1901 befordrad till överste. Han företog en mängd vidsträckta resor i Europa, Nordafrika och Nordamerika. Stiernstedt var ägare till Lökene i Stora Kils socken,  ledamot av styrelsen för Värmlands enskilda bank 1885–1896, grundade 1889 Nissaströms bruk i Enslövs socken i Hallands län och var ordförande i styrelsen för Nissaströms aktiebolag 1889–1907. Han grundade även Frykfors och Näsfors trämassefabriker i Värmland samt var disponent för Frykfors trämassefabrik 1901–1918. Stiernstedt blev 1879 riddare av Svärdsorden.